# Nicolas Zoes
Nicolas Zoes (Amersfoort, Países Baixos, 5 de agosto de 1564 – 's-Hertogenbosch, 22 de agosto de 1625 ) foi um prelado holandês da Igreja Católica e bispo da Diocese de ’s-Hertogenbosch.

## Biografia
Zoes estudou em Douai, onde se formou em direito. Posteriormente, tornou-se secretário do Bispo de Tournai. Sua ordenação sacerdotal ocorreu em 2 de dezembro de 1590.
Em 30 de março de 1615, Zoes foi nomeado Bispo de 's-Hertogenbosch, sucedendo Ghisbertus Masius, falecido em 2 de julho de 1614. Sua consagração episcopal ocorreu em 10 de maio de 1615 e escolheu como lema: Ex momento aeternitas. Ele foi o primeiro bispo de 's-Hertogenbosch a ser consagrado na Catedral de São João.
Nicolas Zoes morreu em 22 de agosto de 1625 aos 61 anos.